# Žluťucha žlutá
Žluťucha žlutá (Thalictrum flavum) je poměrně vzácná žlutě kvetoucí volně rostoucí rostlina dosahující výšky až 1 metr, jeden z mnoha druhů rodu žluťucha.

## Rozšíření
Roste téměř v celé Evropě, na východě zasahuje až do Turecka a na Kavkaz, za Uralem v západní Sibiři až k Altaji. Vyskytuje se také na severozápadě Afriky. Je to rostlina vlhkomilná, roste na slatinných loukách, podél vodních toků a nádrží, příkopů a po okrajích vlhkých lužních lesů, ne však na trvale zamokřené půdě. Upřednostňuje na humus bohatou půdu v polostínu.
Rozšiřuje se plazivými oddenky do přilehlého okolí a na větší vzdálenosti nažkami, které jsou nejen roznášený větrem, ale dokážou i plavat po vodě.

## Ohrožení
V České republice se stavy žluťuchy žluté výrazně zmenšily, ještě před 100 léty to byla rostlina dosti hojná a v současnosti se vyskytuje již poměrně vzácně. Nejčastěji je k nalezení v teplejších nížinných oblastech v Polabí a na jižní Moravě. Podle "Černého a červeného seznamu cévnatých rostlin České republiky" je žluťucha žlutá vyhlášena za silně ohrožený druh.

## Popis
Je to rostlina vytrvalá, z jejíhož plazivého oddenku vyrůstá přímá, podélně rýhovaná měkká lodyha, která se až nahoře rozvětvuje. Bývá při příhodných půdních podmínkách vysoká 1 až 1,5 m. Střídavě vyrůstající složené listy s řapíkem 2 až 6 cm dlouhým mají trojúhelníkovitý průřez, jsou dlouhé 10 až 20 cm a široké 5 až 10 cm a směrem vzhůru se zmenšují. Bývají 2 až 3krát zpeřené, složené jsou z klínovitých nebo obvejčitých lístků velkých až 4 × 2 cm, na koncích bývají 2 až 3zubé, shora jsou modro zelené, zespodu šedavé. Variabilita listů je mezi jednotlivými rostlinami velmi veliká. Lodyha i listy jsou ojíněné.
Jednotlivé, mírně vonící květy sírové barvy na stopkách dlouhých 5 až 10 mm jsou sestaveny do svazečků a tyto do přímých, vrcholičnatých květenství. Jednotlivé vzpřímené květy mají okvětí skládající se jen ze 4 rozestouplých, úzce vejčitých, zelenavě bělavých kališních lístků které brzy opadávají. Z květu vystupuje několik nápadných tyčinek s dlouhými žlutými nitkami a vzpřímenými podlouhlými prašníky a asi 10 volných pestíků s trojhrannými bliznami. Pouzdra prašníků se zralým pylem, který není nikterak chráněn před nepřízní počasí, se otvírají jen za slunečného počasí a před deštěm se opět uzavírají. Květ nabízí nektar, opylování převážně zajišťuje hmyz a jen částečně vítr, v květech může docházet i k samoopylení vlastním pylem. Kvete od června do srpna.
V minulosti bylo kořene používáno k výrobě žlutého barviva pro barvení vlny, nyní se žluťucha žlutá počíná prosazovat do parků a zahrad jako rostlina ozdobná květem. Obsahuje také mnohé alkaloidy, např. berberine.

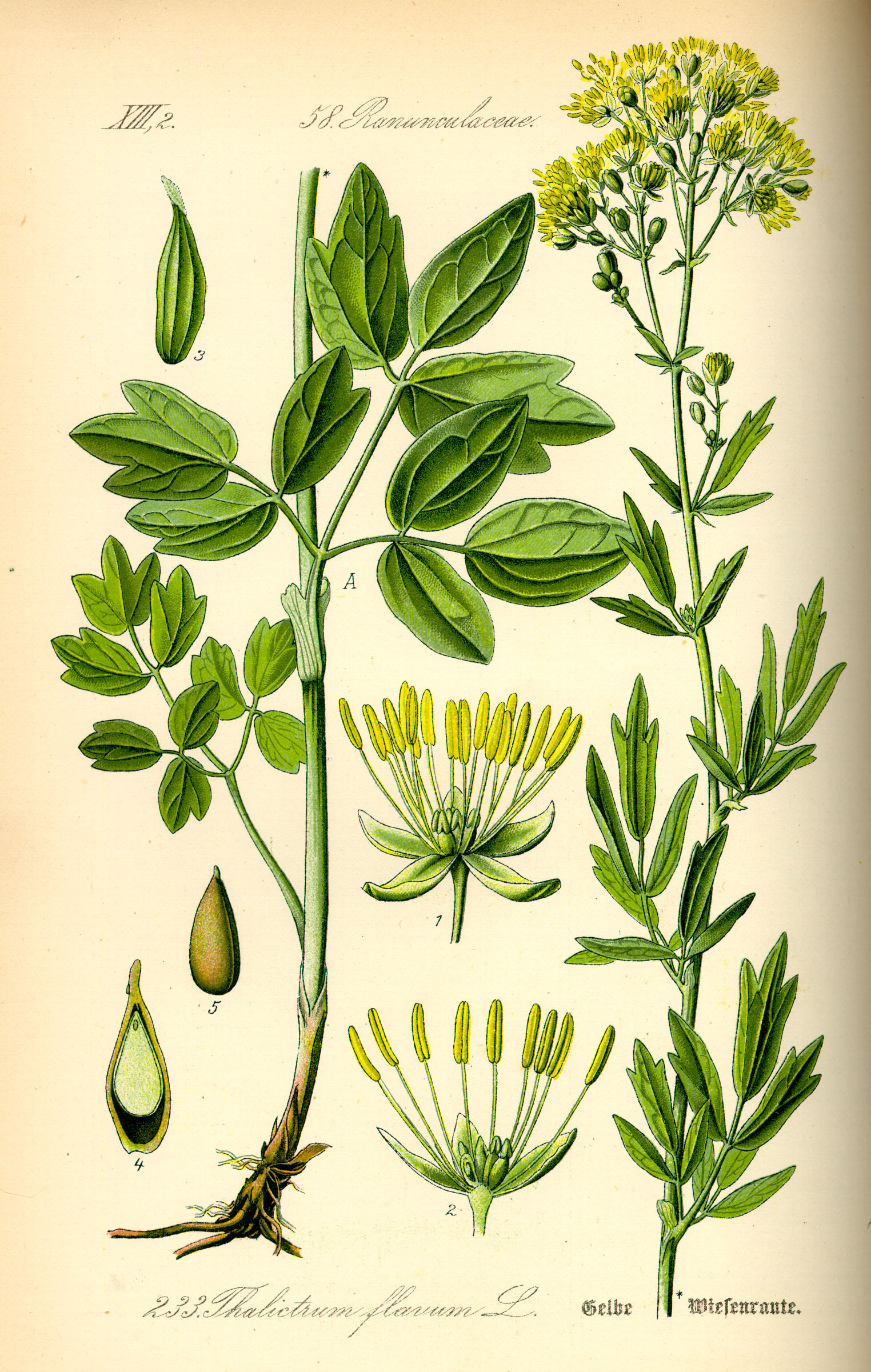
Nákres rostliny
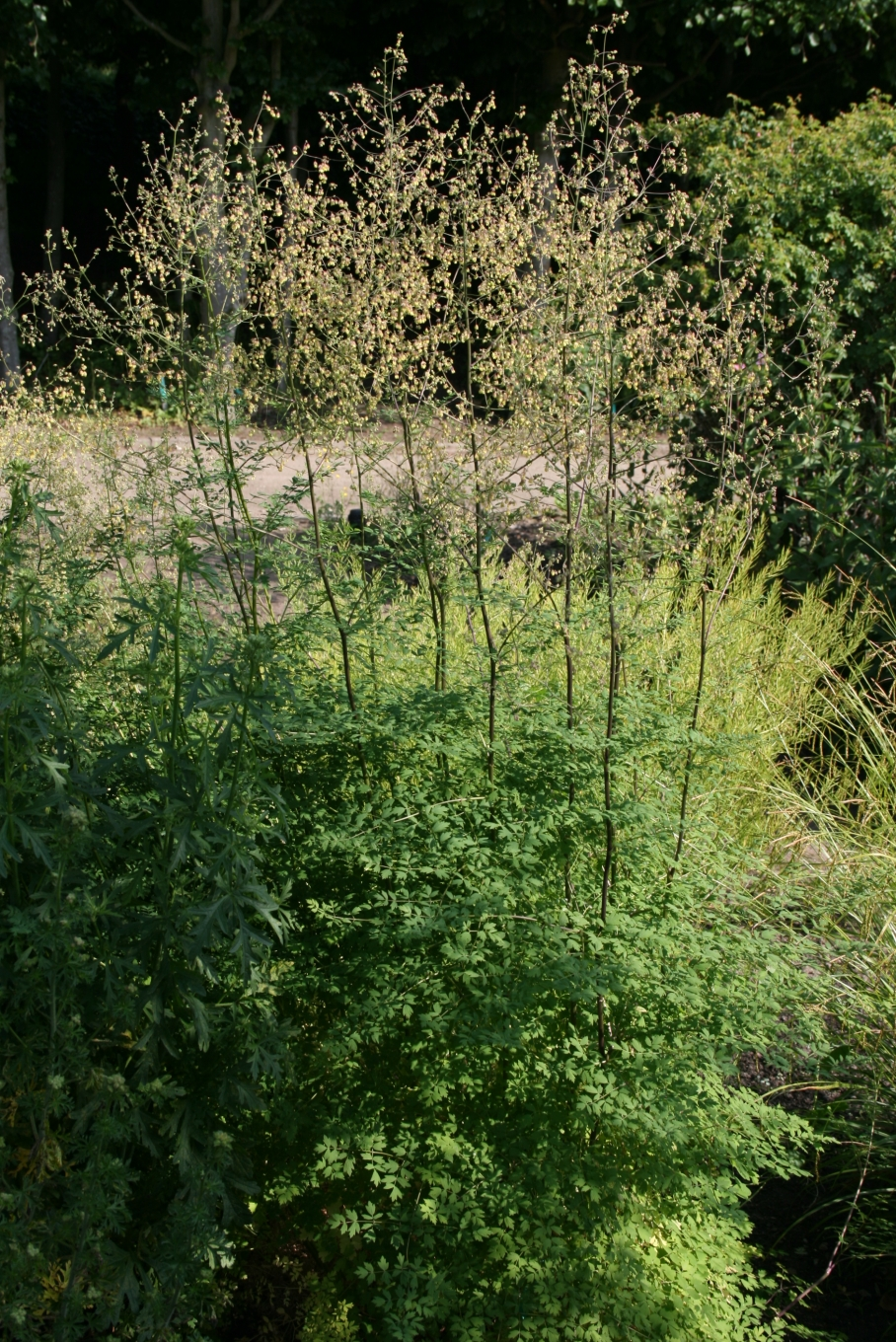
Přirozené prostředí
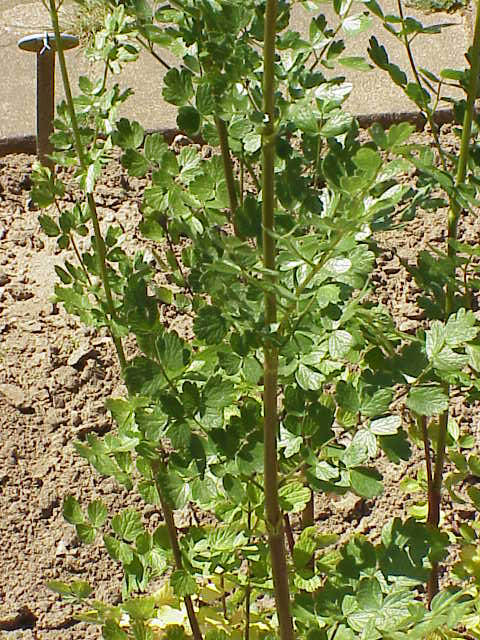
Lodyžní listy
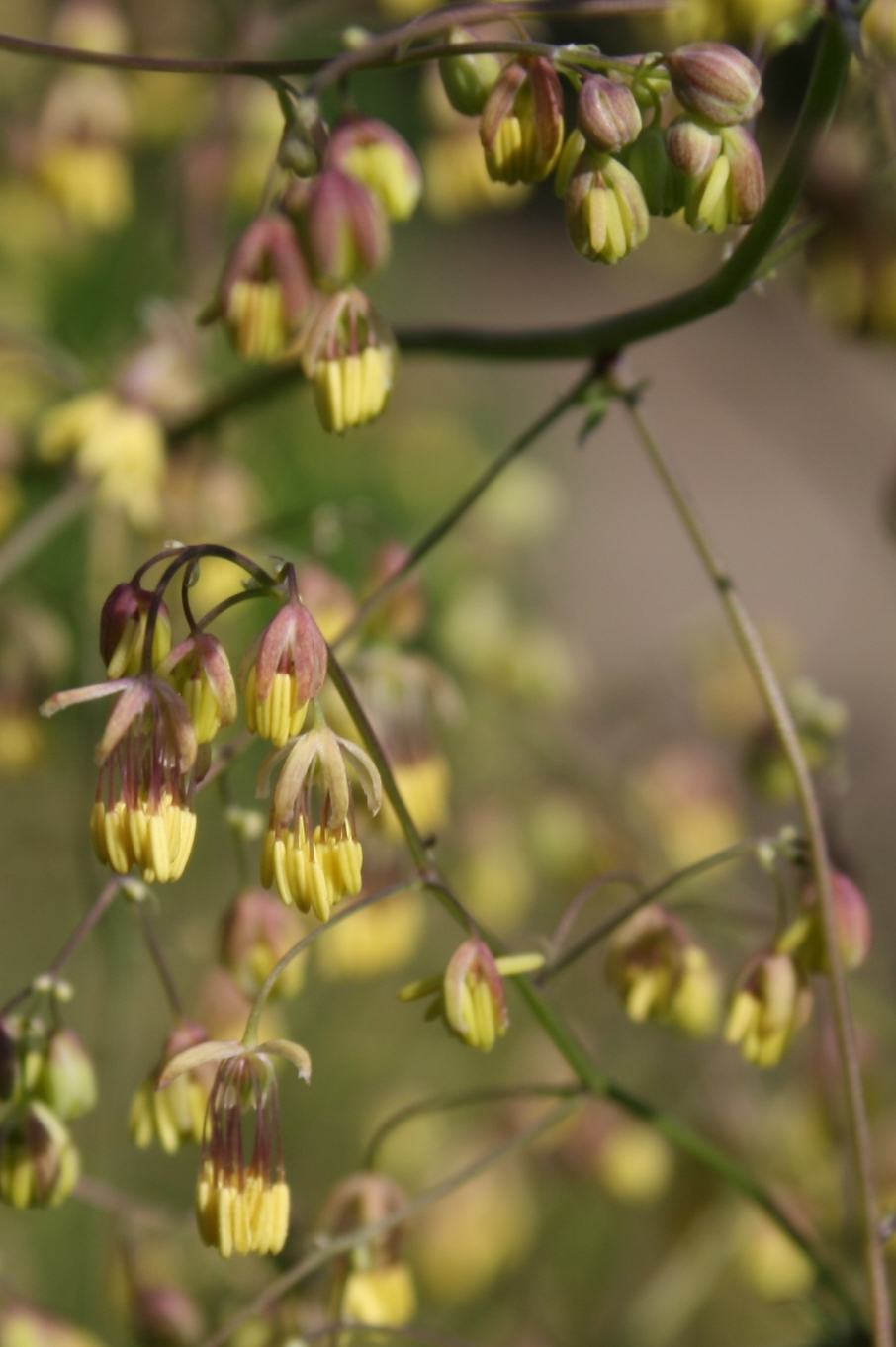
Nerozvité květy